# Miguel Iglesias

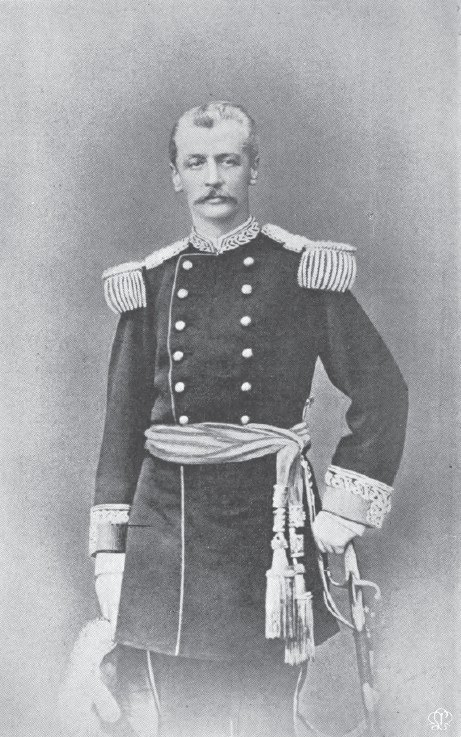
Miguel Iglesias

Miguel Iglesias Pino de Arce (* 11. Juni 1830 in Cajamarca; † 7. November 1909 in Lima) war ein peruanischer General und Politiker und zeitweise amtierender Präsident.

## Leben

### Frühe Jahre und Militärkarriere
Bereits in jungen Jahren half Miguel Iglesias bei der Verwaltung der Familiengüter in Cajamarca. 1865 wurde er zum Präfekten von Cajamarca ernannt. Im Spanisch-Südamerikanischen Krieg 1866 marschierte er als Kommandant eines Bataillons auf Lima zu, um den Hafen von Callao vor den Spanier zu schützen. Zum Dank wurde er zum Oberst befördert. 1872 wurde er erneut zum Präfekten von Cajamarca bestellt.

### Salpeterkrieg
Nach dem Ausbruch des Salpeterkrieges 1879 organisierte er eine Einheit aus 3.000 Männern und begab sich mit diesen nach Lima. Am Morgen des 22. Dezember vereinten sich seine Truppen mit anderen Bataillonen, die Nicolás de Piérola bei der Absetzung von Präsident Luis La Puerta unterstützten. Sie nahmen die Stadt El Callao ein. Piérola machte Iglesias, mittlerweile im Rang eines Generals, zum Dank zu seinem Kriegsminister. Iglesias wurde beauftragt, die Verteidigung Limas gegen die vorrückenden chilenischen Truppen zu organisieren. Doch in der Schlacht von San Juan und Chorrillos am 13. Januar 1881 unterlagen seine Truppen den Truppen des chilenischen Generals Patricio Lynch. Iglesias wurde gefangen genommen, dann jedoch freigelassen, um der peruanischen Regierung die chilenischen Forderungen zu überbringen. Deren Annahme führte zum Waffenstillstand von San Juan am 15. Januar 1881 und zur Besetzung Limas durch die Chilenen. Daraufhin kehrte Iglesias nach Cajamarca zurück und begab sich auf sein Landgut.
Als sich Präsident Lizardo Montero angesichts der chilenischen Übermacht im Februar 1882 nach Huaraz zurückzog, ernannte er Iglesias als ranghöchsten Militär in Nordperu zum obersten politischen und militärischen Führer des Nordens (Jefe Superior Político y Militar del Norte).
In der Nähe des Landgutes von Miguel Iglesias kam es am 13. Juli 1882 zur Schlacht von San Pablo (bei Cajamarca), in der die Peruaner unter dem Kommando von Oberst Lorenzo Iglesias siegten. Nach drei Tagen darauf sprach Miguel Iglesias zu den siegreichen Truppen:
Ihr habt gegen den Feind gekämpft und ihn besiegt; die Verwegenheit, welche Ihr gezeigt habt, war die Basis des Triumphs, und Eure Namen werden in goldene Lettern graviert und gemeißelt werden. Eure Verteidigung unserer Rechte, welche uns zum Sieg verholfen hat, ist der stärkste und beglückendste Beweis dafür, was ein Volk opferbereiter Patrioten zu leisten verpflichtet und im Stande ist... Bürger Cajamarcas: Der Ruhm des Triumphes vom 13. Juli 1882 gebührt Euch, als wirkungsvolle Beitragende zu diesem großen Erfolg wird man Euch stets betrachten im Kreise der Euren. Ich danke Euch und erwarte, dass ich Euch stets in der gleichen Weise bewähren werdet. Euer Mitbürger und Freund.
Der Sieg war blieb jedoch folgenlos und bedeutungslos. Denn kurz darauf nahm das chilenische Heer die Stadt Cajamarca ein.

### Präsidentschaft
Iglesias setzte im Juli 1882 eine Regierung für die Nordprovinzen mit Sitz in Trujillo ein. Am 31. August veröffentlichte er das Manifest von Montán, in dem er auf den Frieden drang, selbst wenn dieser territoriale Konzessionen erforderte. Er erlaubte den Beginn von Verhandlungen mit dem Feind und berief eine Versammlung des Nordens (Asamblea del Norte) ein, um hierzu Rückendeckung zu erhalten. Per Gesetz vom 30. Dezember 1882 setzte die Versammlung eine neue Exekutive ein, deren Oberhaupt den Titel des Presidente Regenerador de la República erhielt. Am 1. Januar 1883 wurde Iglesias zum Presidente Regenerador (wiederherstellenden Präsidenten) gewählt.
Vier Tage später ermächtigte die Asamblea del Norte Präsidenten Iglesias zu Friedensverhandlungen. Die Asamblea del Norte wurde jedoch weder von Nicolás de Piérola noch von Andrés Avelino Cáceres oder Lizardo Montero anerkannt, sodass das Peru politisch gespalten war. 
Am 10. Juli 1883 kam es zur Schlacht von Huamachuco, in der die Truppen des chilenischen Obersten Alejandro Gorostiaga Orrego jenen von Cáceres eine schwere Niederlage zufügten. Miguel Iglesias entsandte eine Delegation, welche Gorostiaga zu seinem unerwarteten Sieg gratulierte. Cáceres konnte nach seiner Niederlage die Autorität von Iglesias nicht mehr gefährden. Montero seinerseits wagte nicht, die Stadt Arequipa anzugreifen, da er deren Zerstörung riskiert hätte. Die Chilenen erkannten Iglesias als Vertreter der peruanischen Seite an.

### Vertrag von Ancón und Kriegsende
Am 20. Oktober 1883 wurden in Ancón die Verhandlung über die Inhalte eines Friedensvertrages abgeschlossen. Nach der Unterzeichnung des Vertrages von Ancón wurde dieser am 8. März 1884 von einer Konstituierenden Versammlung (Asamblea Constituyente de 1884) ratifiziert, die zu diesem Zweck sieben Tage zuvor einberufen worden war.
Infolge der Niederlage begann die sogenannte Periode des „Zweiten Militarismus“ (Segundo militarismo), der Auseinandersetzung zwischen führenden Militärs. Dabei plädierte Präsident Iglesias dafür, sich einzugestehen, dass Chile überlegen war. Sein Widersacher Cáceres hingegen forderte, den Kampf wiederaufzunehmen. Iglesias gelang es nicht, die Unterstützung der peruanischen Elite zu erlangen. In dieser Zeit erstarkte der Partido Civil, der bemüht war, den Einfluss der Militärs in der Politik zurückzudrängen und eine Regierung aus Zivilisten an die Macht zu bringen. 

### Bürgerkrieg und Exil
Die Legislative (Asamblea Constituyente) hatte beschlossen, dass Iglesias sich aus seinem Amte zurückziehen und Wahlen ansetzen solle. Doch Iglesias gab die Regierung nicht aus der Hand, sondern zog es vor, weiterhin Präsident zu bleiben. Daraufhin rief Cáceres sich seinerseits am 16. Juli 1884 zum Präsidenten aus, mit der Begründung, dass die verfassungsgemäße Ordnung zusammengebrochen sei, Er rückte mit seinen Truppen gegen Lima vor. Die Truppen von Iglesias und von Cáceres trafen in Lima und Trujillo aufeinander. Nachdem er im Norden eine Niederlage erlitt, zog sich Cáceres in den Süden zurück, wo er sein Heer reorganisierte und für neue Angriffe rüstete. Nach Niederlagen im Zentralgebirge und bei Lima trat Iglesias am 3. Dezember 1885 schließlich als Präsident zurück. Antonio Arenas wurde als Übergangspräsident sein Nachfolger.
Iglesias wurde 1886 aus Peru verbannt und ging mit seiner Frau Maria ins Exil nach Spanien. 1888 kehrte er nach Peru zurück, nachdem seine Verbannung aufgehoben worden war.

### Tod
2011 wurden seine sterblichen Überreste, die in einem Mausoleum auf dem Friedhof Presbítero Maestro in Lima beigesetzt worden waren, exhumiert und in einem neuen Sarg in die Krypta der Helden auf demselben Friedhof überführt.